# Evren Gezer
Evren Gezer (* 15. November 1980 in Istanbul) ist eine türkischstämmige deutsche Radio-Moderatorin, Fernseh-Moderatorin und Sprecherin.

## Leben
Gezer machte ihr Abitur am Albert-Schweitzer-Gymnasium in Offenbach am Main. An der Johannes Gutenberg-Universität in Mainz machte sie ihren Magister in Publizistik. Im Jahr 2002 begann sie als studentische Aushilfe am Hörertelefon von Hit Radio FFH und übernahm nach einem Redaktionspraktikum einige Sendungen bei Harmony.fm. Im Jahr 2004 wechselte sie zum Jugendsender Planet Radio.
Seit 2009 ist sie Moderatorin bei Hit Radio FFH.
Seit Ostermontag, den 18. April 2022 moderiert Gezer die neue Quizshow Stimmt’s? – Das Wahrheit oder Lüge Quiz im NDR und hr. Es wurden zunächst fünf Episoden produziert und ausgestrahlt.
Gezer ist verheiratet und lebt mit ihrem Mann und ihrem Sohn in Offenbach.

## Moderation
- 2003–2004: Wunschbox bei harmony.fm
- 2004–2008: diverse Formate (Morning-Show, Abendsendungen) bei Planet Radio
- 2009–2012: FFH-Morning Show bei Hit Radio FFH – zusammen mit Daniel Fischer
- 2012–2015: der Vormittag bei Hit Radio FFH
- 2016–2017: Die FFH-Morning Show mit Evren und dem Horst – zusammen mit Horst Hoof
- seit 2018: der Vormittag bei Hit Radio FFH
- seit 2022: Stimmt’s? – Das Wahrheit oder Lüge Quiz im NDR und hr Fernsehen
- seit 2024: Echt Evren bei Hit Radio FFH – zusammen mit Marvin Ulrich

## Comedy
- 2007–2012: etwa 360 Folgen Marie aus Paris Ausstrahlung bei Hit Radio FFH, Radio Regenbogen, Radio NRW, Ostseewelle Hit Radio Mecklenburg-Vorpommern, 104.6 RTL, Antenne Bayern, Antenne Niedersachsen
- 2007–2017: Ein neuer Tag im schwarzen Haus als Michelle Obama
- seit 2013: Ankes Tanke Ausstrahlung bei Hit Radio FFH, Ostseewelle Hit Radio Mecklenburg-Vorpommern

## Podcast
- 2018: Abgeschminkt & Unverblümt (bei Hit Radio FFH)[3] – zusammen mit Radost Bokel, Sabrina Setlur und Janina Russ

## Auszeichnungen
- 2016: Nominierung für den Deutschen Radiopreis in der Kategorie Beste Morgensendung für die Morning Show mit Evren und Horst – zusammen mit Horst Hoof
- 2019: Nominierung für den Deutschen Radiopreis in der Kategorie Beste Moderatorin